# Podchorënok
Il Podchorënok (in russo Подхорёнок?) è un fiume dell'Estremo oriente russo, tributario di destra dell'Ussuri. Scorre nei rajon Vjazemskij e Rajon imeni Lazo del Territorio di Chabarovsk. 
Il fiume è formato dalla confluenza dei fiumi Podchorënok destro (Правый Подхорёнок, lungo 34 km) e Podchorënok sinistro (Левый Подхорёнок, lungo 29 km). Scorre in direzione nord-ovest, poi ovest e sfocia nell'Ussuri a 72 km dalla foce. La lunghezza del fiume è di 112 km. Il bacino idrografico è di 2 810 km². 
La larghezza del fiume nell'alto corso è di 10-20 m, in pianura diventa di è di 25-40 m. La profondità varia da 1 m a 1,5-1,8 m.